# Тарасов, Евгений Юрьевич
Евгений Юрьевич Тарасов (род. 3 мая 1975, Новосибирск) — российский хоккеист, вратарь.

## Биография
Воспитанник новосибирского хоккея. Играл в командах «Сибирь» Новосибирск (1992/93, 1999/2000), «Яринтерком» Ярославль (1992/93), «Торпедо» Ярославль (1993/94 — 1995/96), «Авангард» Омск (1996/97, 1997/98 — 1999/2000), «Молот» Пермь (1996/97), «Энергия» Кемерово (2000/01 — 2001/02), «Энергия-2» Кемерово (2001/02 — 2002/03).
Серебряный призёр молодёжного чемпионата мира 1995 года. Бронзовый призёр хоккейного турнира зимней Универсиады 1995 года.
В 2009—2010 годах — тренер команды «Сибирь» 1995 года рождения. В сезонах 2011/12 — 2014/15 — старший тренер «Кристалла» Бердск.